# Marche du Nord
965–983
Entités précédentes :
- Marca Geronis

Entités suivantes :
- Lutici

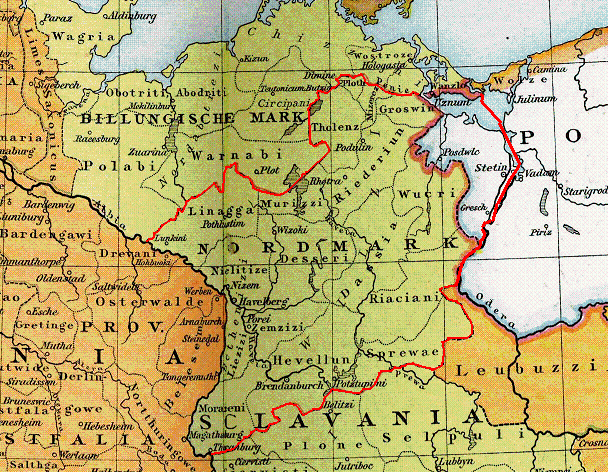
Les territoires de la marche du Nord jusqu’en 983.

La marche du Nord (en allemand Nordmark) est un margraviat éphémère du Saint-Empire romain s'étendant entre les rivières Elbe et Oder. Elle est créée en 965, à la suite de la division de la vaste marca Geronis (« la Marche de Gero ») en plusieurs parties. En 983, une révolte slave a fait perdre le contrôle de cette région aux Allemands jusqu’à la recréation de la marche de Brandebourg par le margrave Albert l’Ours au XIIe siècle.

## Géographie
À l’origine, la marche du Nord correspondait au tiers septentrional de la marca Geronis, un territoire peuplé par les Slaves occidentaux (« Wendes ») qui est conquis par le roi Henri Ier de Germanie vers l'an 929. À l'époque du règne de son fils l'empereur Otton Ier, le terrain aux frontières orientales du duché de Saxe se situe entre la marche des Billung au nord et la marche de l'Est saxonne au sud. À l'est, le margraviat s'étend jusqu'à l'État polonais du duc Mieszko Ier de Pologne. La frontière se dessine à l'ouest du pays de Lebus (Lubusz) et du cours inférieur de l'Oder jusqu'à la Poméranie. Le territoire correspondait approximativement au nord et au centre de l'actuel Land de Brandebourg.

## Histoire

### Le peuplement slave

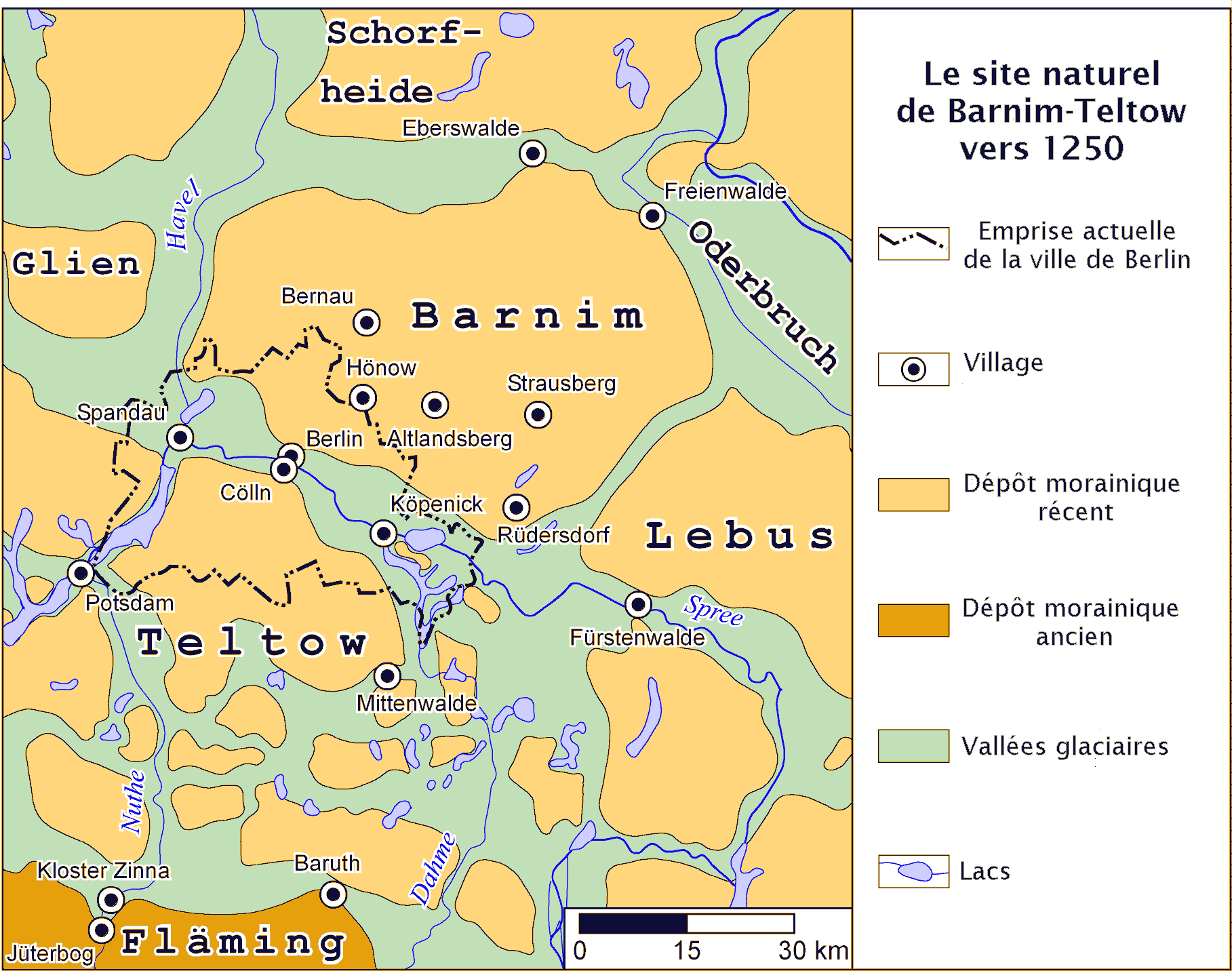
Les plateaux de Barnim et Teltow vers 1250.

La marche du Nord est fondée sur un territoire qui est désigné dans l'Antiquité par Magna Germania et qui s'étend alors jusqu'à la Vistule. Pendant les Grandes invasions, de nombreux peuples germaniques migrent vers l'ouest et sont remplacés par des peuples slaves. Les premiers Slaves s'installent dans le Brandebourg vers 720, à la suite de l'arrivée des Avars en Europe. Ces Slaves viennent via la Moravie, où ils arrivent au milieu du VIIe siècle. Ces groupes slaves absorbent les Semnons qui sont encore présents dans la région.
Les Slaves qui s’étaient établis près des rives de la Spree étaient connus sous le nom de Sprevane. Ils se sont installés à l’est de la ligne formée par les rivières Havel et Nuthe, dans les actuelles régions de Barnim et de Teltow. Ils ont érigé leur principale place forte au point de confluence entre la Dahme et la Spree, à Köpenick. Les Hevelli (ou Stodoranie) vivaient à l’ouest de cette ligne, dans les actuelles régions de Havelland et de Zauche. Ils ont construit leur  principale place forte à Brenna (aujourd’hui Brandebourg-sur-la-Havel). Ils avaient aussi un important avant-poste sur le site de l’actuelle citadelle de Spandau à Berlin. Les Sprevane et les Hevelli étaient en guerre en permanence avec leurs voisins germains et slaves.
Après sa victoire sur les Saxons au début du IXe siècle, Charlemagne a offert aux tribus slaves qui étaient alliées avec lui les territoires saxons qui se trouvaient entre l’Elbe et la mer Baltique. La paix est revenue dans la région. Les diocèses de Brandebourg et d’Havelberg ont été fondés vers 940 et la christianisation des Slaves païens a commencé.

### Le margraviat

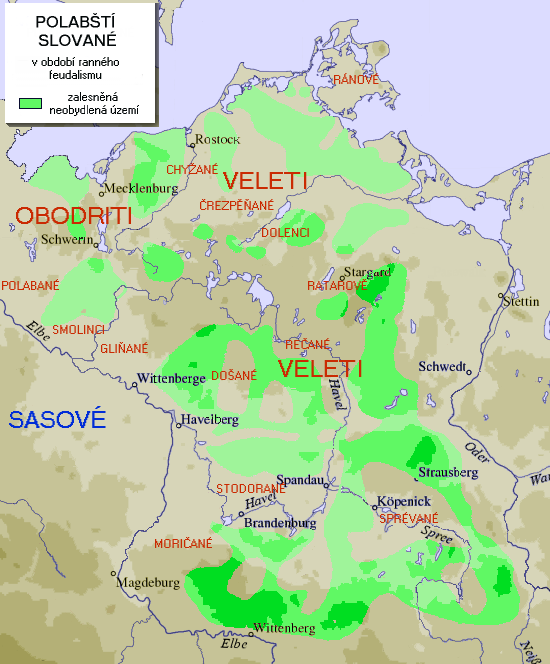
Les fédérations des Vélètes et des Abodrites entre l'Elbe et l'Oder.

Henri Ier de Germanie a conquis le territoire autour de Brandebourg en 928-929 et soumis les tribus slaves jusqu’à l’Oder. Vers 948, son fils Otton Ier a pris le contrôle des autres territoires païens occupés par les Wendes. Des margraves se sont installés et ont pris le contrôle des implantations slaves comme Bautzen ou Cottbus. La principale fonction du margrave étaient de protéger et de défendre les marches de la Germanie. Après la mort du margrave Gero en 965, sa marche (marca Geronis) fut divisée en 5 parties : la Marche du Nord, la Marche de l’Est saxonne, la Marche de Misnie, la Marche de Zeitz et la Marche de Mersebourg.
Le comte saxon Dietrich d’Haldensleben (ou Théodoric d’Haldensleben) est nommé premier margrave de la marche du Nord. En 972, le margrave Odo de la Marche de l'Est saxonne fait campagne contre Mieszko Ier et franchit la frontière polonaise par l’Oder. Le 24 juin, a lieu la bataille de Cedynia où les Polanes ont écrasé l’armée saxonne d'Odo.

### La révolte slave
Les tribus slaves se sont alliées et révoltées en 983, reprenant le contrôle de la région. Dietrich d’Haldensleben a dû s’enfuir. L’expansion allemande en direction de la Marche du Nord s'est arrêtée jusqu’au milieu du XIe siècle. À l’est de l’Elbe, les Wendes resteront encore indépendants environ 150 ans.

### La marche de Brandebourg
Au début du XIIe siècle, les rois germaniques ont cherché à reprendre les territoires situés à l’est du Saint Empire. À la suite de la croisade de 1147 contre les Wendes, Albert l’Ours a récupéré la Marche du Nord. La plupart des Slaves ont été assimilés (germanisation) mais certains groupes slaves ont survécu dans la région jusqu’à aujourd’hui, comme les Serbes blancs de Lusace. La région a été christianisée. La ville de Brandebourg a donné son nom à la marche. En 1150, Albert l’Ours a hérité officiellement du Brandebourg après la mort de son dernier souverain slave Pribislav.

## Liste des margraves
- 965-983 : Dietrich d'Haldensleben, renversé pendant la révolte des Lutici.

Occupation :
- 983-985 : Mieszko Ier de Pologne,
- 985-993 : Odo Ier, margrave de la marche de l’Est saxonne.

Margraves titulaires :
- 993-1003 : Lothaire de Walbeck ;
- 1003-1009 : Werner, son fils ;

- 1009-1018 : Bernard Ier d'Haldensleben, fils de Dietrich ;
- 1018-1051 : Bernard II, son fils ;
- 1051-1056 : Guillaume, son fils ;

- 1056-1057 : Lothaire-Odon Ier, comte de Stade ;
- 1057-1082 : Lothaire-Odon II, son fils ;
- 1082-1087 : Henri Ier le Haut, son fils ;
- 1087-1106 : Lothaire-Udo III, frère de Henri Ier ;
- 1106-1112 : Rodolphe Ier, fils de Lothaire-Odon II, renversé ;
- 1112-1113 : Hilperich, comte de Plötzkau ;

- 1113-1114 : Rodolphe Ier, réhabilité ;
- 1114-1128 : Henri II, fils de Henri Ier ;
- 1128-1130 : Udo IV, fils de Rodoplhe Ier ;

- 1130-1133 : Conrad, fils d'Hilperich.

- 1133-1134 : Rodolphe II, fils de Rodolphe Ier, renversé.

Intégration dans la marche de Brandebourg sous le règne d'Albert l'Ours jusqu'en 1157.

## Sources
- (en) Cet article est partiellement ou en totalité issu de l’article de Wikipédia en anglais intitulé « Northern March » (voir la liste des auteurs).